# Lindonk (helling)
De Lindonk is een straatnaam en helling gelegen op de steilrand van de Brabantse Wal nabij Woensdrecht in het zuidwesten van de Nederlandse provincie Noord-Brabant. De helling ligt in het gelijknamige natuurgebied Lindonk.

## Wielrennen
De helling zit in het fietsroutenetwerk ter plaatse. De LF13 Schelde-Rheinroute (als onderdeel van de EuroVelo EV4 Midden-Europaroute) passeert iets ten noorden van de helling. Ten noorden van de helling ligt eveneens de Vossenweg.